# Exyrias belissimus
Exyrias belissimus is een straalvinnige vis uit de familie van grondels (Gobiidae) en behoort derhalve tot de orde van baarsachtigen (Perciformes). De vis kan een lengte bereiken van 13 cm.

## Leefomgeving
Exyrias belissimus is een zoutwatervis. De vis prefereert een tropisch klimaat en heeft zich verspreid over de Grote en Indische Oceaan. De diepteverspreiding is 0 tot 20 m onder het wateroppervlak.

## Relatie tot de mens
Exyrias belissimus In de hengelsport wordt er weinig op de vis gejaagd. Tevens wordt de soort gevangen voor commerciële aquaria.